# Смолянов, Олег Георгиевич
Олег Георгиевич Смолянов (8 февраля 1938, Ленинград — 16 декабря 2021) — советский и российский математик, доктор физико-математических наук (1983), профессор кафедры теории функций и функционального анализа механико-математического факультета МГУ (с 1992 года), заслуженный профессор МГУ имени М. В. Ломоносова (2008).

## Биография
Олег Смолянов родился в Ленинграде 8 февраля 1938 года. В начале Великой Отечественной войны вместе с матерью был эвакуирован в Ярославль (его отец в это время работал в оборонной промышленности). После нескольких лет, проведённых в Ярославле, с родителями переехал в Москву, там он учился в средней школе, окончив её с золотой медалью.
После окончания школы Смолянов поступил в Московский авиационный институт (МАИ), учился на радиотехническом факультете, окончив его в 1961 году. Затем в течение двух лет работал на одном из радиотехнических предприятий. В этот период появились две первые научные статьи Смолянова, опубликованные в журнале «Радиотехника и электроника».
В 1960 году, ещё будучи студентом МАИ, Смолянов поступил на заочное отделение механико-математического факультета МГУ. Окончив его в 1963 году, в том же году он стал аспирантом отделения математики механико-математического факультета МГУ. В аспирантуре его научным руководителем был профессор Георгий Шилов. Смолянов принимал активное участие в работе математических семинаров Сергея Фомина и Георгия Шилова.
В 1966 году Смолянов защитил кандидатскую диссертацию на тему «Измеримые полилинейные и степенные функционалы в линейных пространствах с мерой». В том же году он стал сотрудником механико-математического факультета МГУ. В 1983 году он защитил докторскую диссертацию на тему «Гладкие функции и цилиндрические меры на локально выпуклых пространствах».
Работал на кафедре теории функций и функционального анализа механико-математического факультета МГУ, в 1992 году стал профессором. За время работы в МГУ Смоляновым было подготовлено более 40 кандидатов наук (по крайней мере восемь из них впоследствии стали докторами наук). В 2008 году ему было присвоено почётное звание заслуженного профессора МГУ.
Скончался 16 декабря 2021 года.

## Научные результаты
Олег Смолянов является автором или соавтором более 250 научных работ, в том числе шести монографий.
Основные научные результаты Смолянова связаны с развитием функционального анализа, в частности бесконечномерного анализа. Работы Смолянова были посвящены теории топологических векторных пространств, теории дифференцирования и дифференциальных уравнений в бесконечномерных пространствах, функциональному интегрированию и теории меры, а также суперанализу и различным проблемам математической физики.